# Messier 3
Messier 3 (kurz M3, auch NGC 5272) ist ein galaktischer Kugelsternhaufen im Sternbild Jagdhunde am Nordsternhimmel. Er ist rund 34.000 Lichtjahre vom Sonnensystem entfernt, hat einen Durchmesser von etwa 125 Lichtjahren und ist mit einer halben Million Sterne ein sehr großer Kugelsternhaufen. Der Haufen enthält mit 212 veränderlichen Sternen (davon 170 RR Lyrae Sterne) die größte Anzahl dieser Sternklasse in unserer Galaxie. Von 186 Sternen konnte eine Periode bestimmt werden. M3 besteht außer aus rötlichen Sternen auch aus einer Population an blauen Nachzüglern.

## Entdeckung
Das Objekt wurde am 3. Mai 1764 von Charles Messier entdeckt und von ihm in seinem Katalog als drittes Objekt verzeichnet. Im New General Catalogue (NGC) trägt er die Nummer 5272.

## Messier 3 am Nachthimmel
M 3 ist leicht am Nachthimmel zu entdecken. Er ist genau zwischen Arktur im Sternbild Bärenhüter und α (Cor Caroli) aus dem Sternbild Jagdhunde. Messier 3 ist im Frühjahr sichtbar.

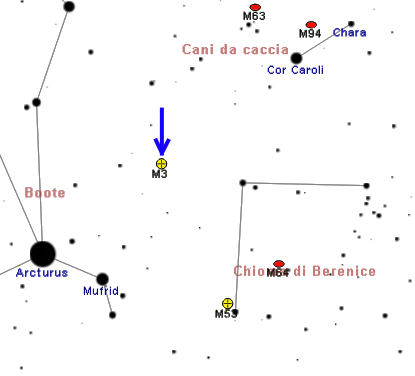
Position von Messier 3
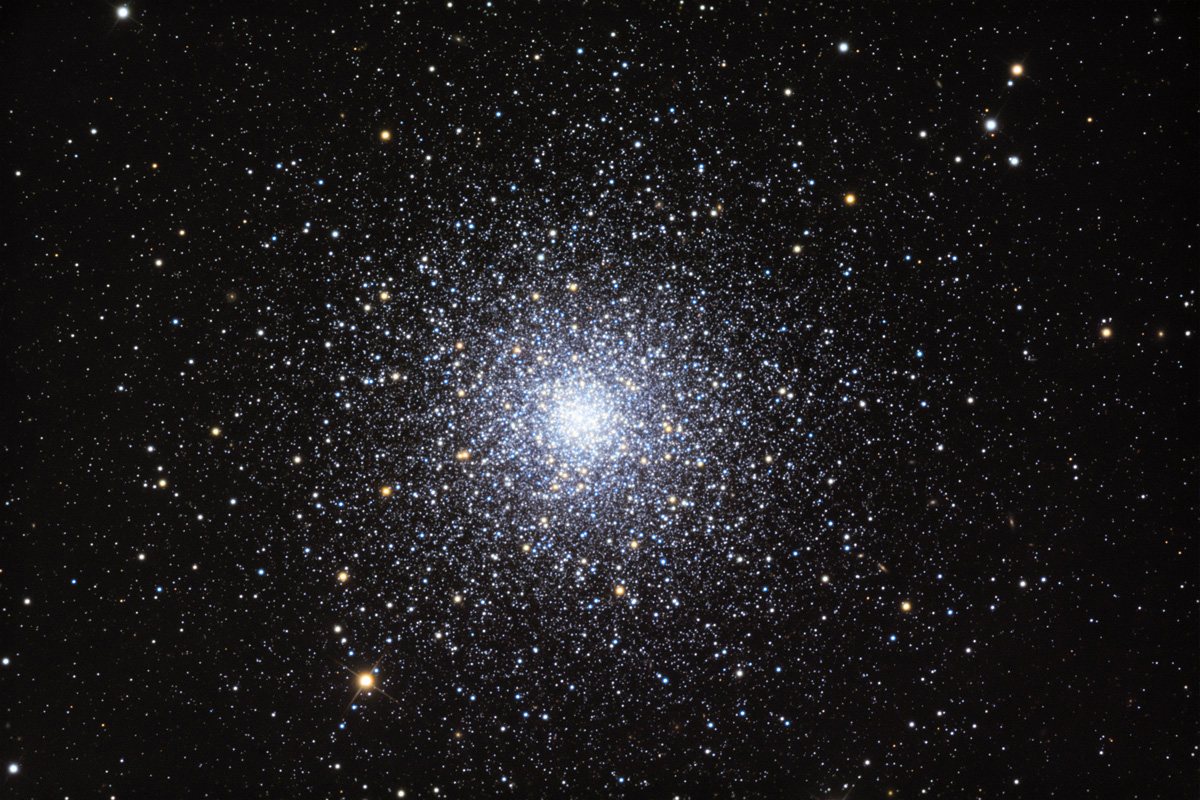
Aufnahme mit einem 60-cm-Teleskop
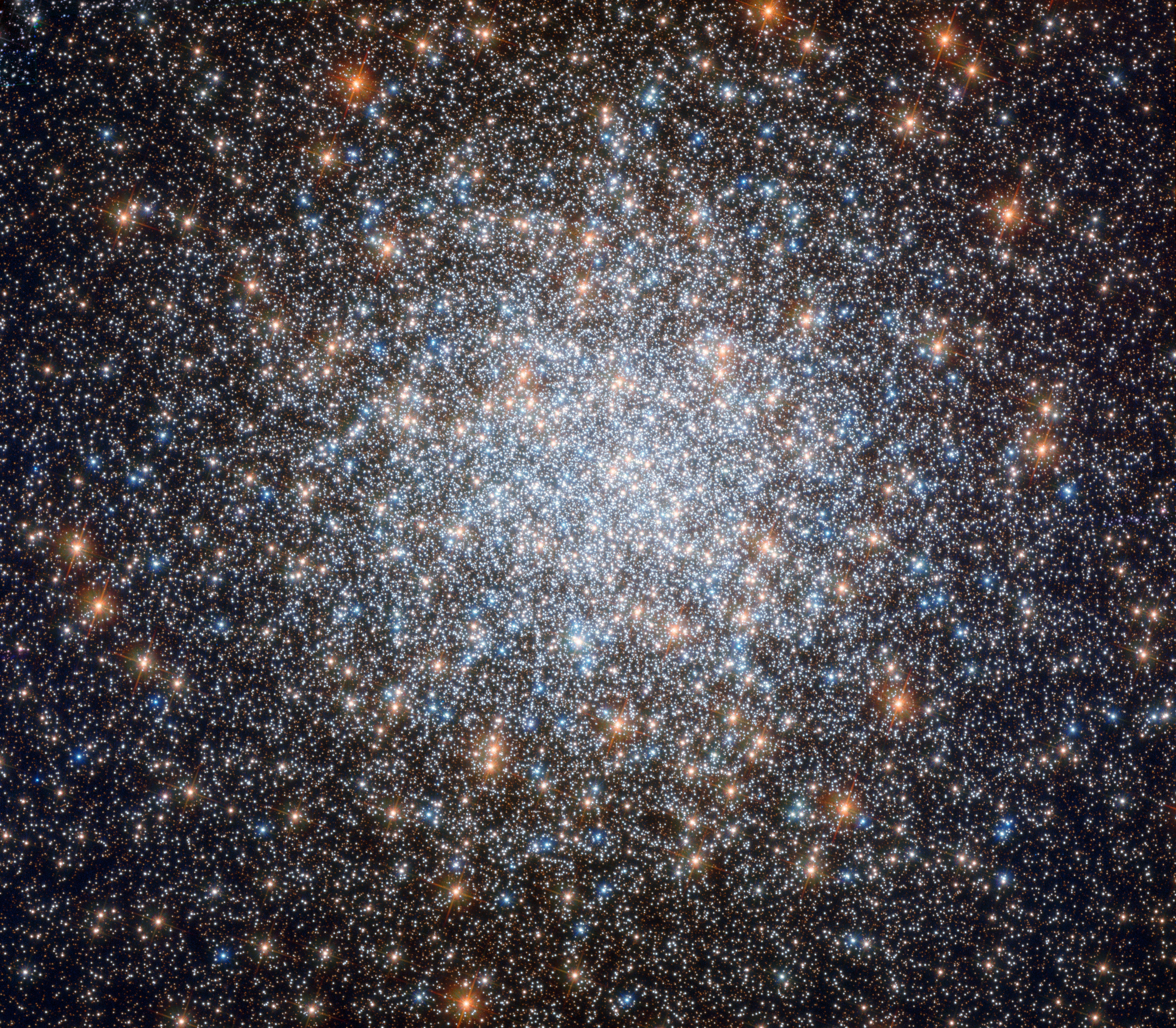
Hochaufgelöste Aufnahme des Zentrums von Messier 3, erstellt mithilfe des Hubble-Weltraumteleskops, Bildwinkel 2.8' × 2.4'